# Cultellus scalprum
Cultellus scalprum is een tweekleppigensoort uit de familie van de Pharidae. De wetenschappelijke naam van de soort is voor het eerst geldig gepubliceerd in 1851 door Gould.